# Alexandria (Wielka Brytania)
Alexandria (gael. Cathair Alastair) – miasto w Szkocji, w hrabstwie West Dunbartonshire. Położone nad rzeką Leven, około 6 km na północny zachód od Dumbarton. Według szacunków w 2004 roku, Alexandria ma około 13,5 tysiąca mieszkańców.